# Greenville, Pennsylvania
Greenville är en ort i Mercer County i delstaten Pennsylvania, USA.